# كارولي أنتال
كارولي أنتال (بالمجرية: Antal Károly)‏ هو نحات مجري، ولد في 23 يونيو 1909 في بودابست في المجر، وتوفي بنفس المكان في 26 مايو 1994.